# Andrea Viviano
Andrea Viviano (Alessandria, 22 giugno 1904 – Alessandria, dicembre 1962) è stato un calciatore italiano, di ruolo difensore.

## Carriera

### Club
Giocò sette stagioni consecutive con l'Alessandria tra il 1921 ed il 1928, militando sempre nella massima serie italiana. Nel corso della stagione 1926-1927 riuscì a conquistare la Coppa CONI.

### Nazionale
Nonostante un infortunio ad un menisco subito durante la partita Alessandria-Genoa del 17 maggio 1928, venne convocato da Augusto Rangone per i Giochi della IX Olimpiade; Viviano non disputò comunque alcun incontro del torneo olimpico.
Proprio a causa dell'infortunio, nel 1928 era stato costretto ad abbandonare l'attività calcistica; nel luglio 1930 venne poi operato in una clinica di Budapest.

## Statistiche

### Presenze e reti nei club
| Stagione        | Squadra         | Campionato          | Campionato | Campionato | Coppe nazionali | Coppe nazionali | Coppe nazionali | Coppe continentali | Coppe continentali | Coppe continentali | Altre coppe   | Altre coppe | Altre coppe | Totale | Totale |
| Stagione        | Squadra         | Comp                | Pres       | Reti       | Comp            | Pres            | Reti            | Comp               | Pres               | Reti               | Comp          | Pres        | Reti        | Pres   | Reti   |
| --------------- | --------------- | ------------------- | ---------- | ---------- | --------------- | --------------- | --------------- | ------------------ | ------------------ | ------------------ | ------------- | ----------- | ----------- | ------ | ------ |
| 1921-1922       | Alessandria     | Prima Divisione CCI | 1          | 0          | -               | -               | -               | -                  | -                  | -                  | -             | -           | -           | 1      | 0      |
| 1922-1923       | Alessandria     | Prima Divisione     | 0          | 0          | -               | -               | -               | -                  | -                  | -                  | Spareggio     | 1           | 0           | 1      | 0      |
| 1923-1924       | Alessandria     | Prima Divisione     | 22         | 1          | -               | -               | -               | -                  | -                  | -                  | -             | -           | -           | 22     | 1      |
| 1924-1925       | Alessandria     | Prima Divisione     | 21         | 0          | -               | -               | -               | -                  | -                  | -                  | -             | -           | -           | 21     | 0      |
| 1925-1926       | Alessandria     | Prima Divisione     | 17         | 2          | Qual. DN        | 4               | 0               | -                  | -                  | -                  | -             | -           | -           | 21     | 2      |
| 1926-1927       | Alessandria     | Divisione Nazionale | 18         | 2          | Coppa Italia    | 12              | 3               | -                  | -                  | -                  | Coppa CONI    | 1           | 1           | 31     | 6      |
| 1927-1928       | Alessandria     | Divisione Nazionale | 18         | 1          | -               | -               | -               | -                  | -                  | -                  | girone finale | 5           | 0           | 23     | 1      |
| Totale carriera | Totale carriera | Totale carriera     | 97         | 6          | -               | -               | -               | -                  | -                  | -                  | -             | -           | -           | 120    | 10     |

## Palmarès

### Giocatore

#### Club
- Coppa CONI: 1

Alessandria: 1927

#### Nazionale
- Bronzo olimpico: 1

Amsterdam 1928